# Clermont (KwaZulu-Natal)
Pour les articles homonymes, voir Clermont.
Clermont est une municipalité de Durban dans la municipalité métropolitaine d'EThekwini dans la province du KwaZulu-Natal, en Afrique du Sud.
Clermont, pendant les jours de l'apartheid, est une municipalité à revenu moyen de la population noire. Ses environs immédiats comprennent KwaDabeka au nord, New Germany à l'ouest, Westville au sud et Reservoir Hills à l'est. Sa principale route s'appelle Clermont road et est nommée d'après Sir Clermont, un agriculteur qui a vendu ses terres. C'était le seul endroit à Durban où les personnes noires pouvaient acheter des propriétés et construire des maisons. Depuis la fin de l'apartheid, Clermont s'est étendu avec des baraques alors que des gens des zones rurales viennent chercher des opportunités de travail dans les banlieues voisines de Westville et New Germany, Pinetown et Durban,.
En 2011, sa population est de 57 536 habitants avec une majorité Zoulou.
Clermont abrite une grande communauté religieuse comprenant des églises FM St.John Apostolic Faith Mission, anglicane, catholique et wesleyenne. Le dimanche, on peut voir les femmes de chaque dénomination arborant fièrement leurs uniformes religieux,.

## Résidents notables
- Nonkululeko Nyembezi-Heita : cadre d'entreprise dans l'industrie sidérurgique, ancienne directrice d'ArcelorMittal South Africa pour les télécommunications et les finances. Depuis mars 2014, elle est PDG du groupe minier néerlandais IchorCoal N.V. et présidente du conseil d'administration d'Alexander Forbes Group Holdings ;
- Baleka Mbete : présidente de l'Assemblée nationale d'Afrique du Sud de mai 2014 à mai 2019 ;
- Phumzile Mlambo-Ngcuka : vice-présidente de l'Afrique du Sud de 2005 à 2008, directrice exécutive d'ONU Femmes avec le rang de secrétaire générale des Nations unies.